# Jakob Meckel
Klemens Wilhelm Jakob Meckel, född 28 mars 1842 i Köln, död 5 juli 1905, tysk militär och författare, officer vid infanteriet 1862, generalstabsofficer 1873, överste och regementschef 1890 och generalmajor 1894. Han tog avsked 1896.
Meckel deltog i 1866 och 1870-71 års fälttåg samt sårades vid Wörth. Han var lärare vid krigsakademin 1873-81 och tjänstgjorde 1884-89 i japanska armén som organisatör och lärare vid krigshögskolan.